# Annibale Giordano
Annibale Giuseppe Nicolò Giordano, né le 20 novembre 1769 à Ottaviano localité de San Giuseppe et mort à Troyes, le 13 mars 1835, est un mathématicien et révolutionnaire italien naturalisé français.

## Biographie

### Le mathématicien
Il est né à Ottaviano, près de Naples, dans la rue Astalonga de la localité de San Giuseppe, dans une famille de la bourgeoisie cultivée (son père Michele était médecin à la cour du Roi Ferdinand de Bourbon ou à celle des Principi de' Medici d'Ottajano). Annibale Giordano, a assisté adolescent aux cours de Nicola Fergola, un brillant mathématicien de Naples. Giordano a montré un grand talent mathématique : en 1786 il a présenté à l'Académie Royale des sciences de Naples un mémoire intitulé, Continuazione del medesimo argomento (Continuation du même sujet), qui lui en a ouvert les portes. Peu de temps après, en 1788, il a obtenu une grande notoriété dans toute l'Europe pour avoir résolu le problème "Étant donné un cercle et n des points de son plan, inscrire dans le cercle, un polygone dont les côtés, éventuellement prolongés, passent, selon un certain ordre, par les dits points". Ce problème est une généralisation du "problème de Pappus", qu'il avait résolu, dans le cas de n = 3 points dans la ligne, et le "problème de Castillon", résolu par ce dernier en 1776, à la suite duquel il a été proposé par Cramer, toujours pour n = 3 points mais disposés, cependant, dans le plan. Carnot, estimant que "Ottajano", le village natal de Giordano, était une indication de noblesse, appellera "Ottajano" la jeune mathématicien, qui sera souvent désigné par ce nom dans les publications scientifiques plus tard.

### Le révolutionnaire
En 1789, l'année de la Révolution française, il devient professeur à l'Académie militaire de la Nunziatella, devenant ainsi un collègue du pharmacien, Carlo Lauberg, franc-maçon. En 1790, Giordano et Lauberg ouvrent à Naples, une Académie de la chimie et des mathématiques, qui est devenu un point de rassemblement des progressistes et des francs-maçons napolitains (parmi les habitués: Mario Pagano, Emanuele De Deo, Francesco Lomonaco, Vincenzo De Filippis; "le premier académicien protecteur: Luigi de' Medici di Ottajano, alors régent de la Grande Cour de la Vicaria). En 1792, Giordano et Lauberg ont écrit les Principi analitici delle Mathematiche (les Principes Analytiques des Mathématiques), qui a théorisé l'utilisation politique de la mathématique. Cet essai a été la dernière œuvre scientifique de Annibale Giordano.
En décembre 1792, Giordano a été l'un des intellectuels qui ont rencontré l'amiral français Latouche-Tréville; de ces rencontres naquirent les activités conspiratives qui aboutirent à la naissance de la "Société patriotique napolitaine" (août 1793), une association jacobine dans les objectifs, mais structurée sur le modèle des loges maçonniques, avec une hiérarchie des diplômes qui réservait les principaux secrets aux sommets de la hiérarchie. En février 1794, la Société patriotique fut scindée en deux clubs: le "ROMO" (l'acronyme de "la République ou la Mort", radical, dirigé par Andrea Vitaliani, auquel ont adhéré Emmanuele De Deo, Vincenzo Galiani et Vincenzo Vitaliani) et le "LOMO" (l'acronyme de "la Liberté ou la Mort", modéré, partisan de la monarchie constitutionnelle, dirigée par Rocco Lentini, rejoint par Annibale Giordano. Le 21 mars 1794, l'organisation a été découverte, pour la délation d'un certain Donato Froncillo. Par la suite, certains membres de la "RoMo" (De Deo, Galiani et Vincenzo Vitaliani) ont été condamnés à mort et exécutés, tandis que Giordano a été condamné à vingt ans. Selon de nombreuses sources, Annibale Giordano aurait avoué aux enquêteurs tous les secrets de la Société patriotique, qui firent accuser plus de 250 membres y compris Luigi de' Medici di Ottajano, qui a été incarcéré.
Retourné à Naples avec le général Championnet le 5 décembre 1798, quelques jours après avoir été libéré de la captivité à l'Aquila, Annibale Giordano a participé activement à la vie de l'éphémère République parthénopéenne (1799) et en tant que greffier du comité militaire et le chef de la comptabilité de la Marine. Après la chute de la République (juin 1799), il a été de nouveau emprisonné par les Bourbons dans le Castel Nuovo avec dix-huit autres, y compris Mario Pagano, Domenico Cirillo et Giuseppe Leonardo Albanese. Le 27 janvier 1800, il a été condamné à mort par la junte; mais la peine a été commuée en une peine d'emprisonnement dans l'île de Favignana, d'où il est sorti avec les autres prisonniers politiques en juillet 1801, grâce au traité de Lunéville. La non-exécution a été expliquée par beaucoup comme une récompense pour la délation de Giordano; d'autres l'attribuent à l'intervention en sa faveur de la part du père ou de Nicola Fergola auprès des bourbons . Giordano s'est réfugié en France, où il a été embauché comme géomètre du cadastre du Département de l'Aube; en 1824 il a été naturalisé citoyen français, et a pris le nom de famille Jourdan.

## Honneurs
- San Giuseppe Vesuviano lui a dédié une école Istituto Tecnico Commerciale Nationale.